# 波尔 (安省)
波尔 （法語：Port，法語發音：[pɔʁ] ⓘ）是法国东部安省的一个市镇，属于楠蒂阿区。

## 地理
波尔（46°9'52"N, 5°34'13"E）面积4.25 平方千米，位于法国奥弗涅-罗讷-阿尔卑斯大区安省，该省份为法国东部省份，北起汝拉省，西北接索恩-卢瓦尔省，西接罗讷省和里昂大都会，南至伊泽尔省，东与萨瓦省、上萨瓦省和瑞士接壤。
与波尔接壤的市镇（或旧市镇、城区）包括：布里永、蒙雷阿勒拉克吕斯、楠蒂阿、圣马丹迪弗雷讷。

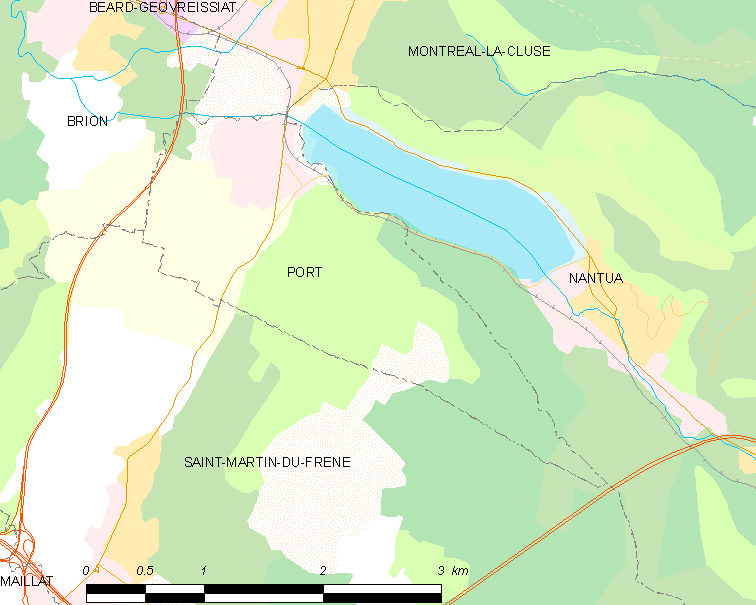
的OSM定位图

波尔的时区为UTC+01:00、UTC+02:00（夏令时）。

## 行政
波尔的邮政编码为01460，INSEE市镇编码为01307。

## 政治
波尔所属的省级选区为楠蒂阿县。

## 人口

1962-2008年间人口变化图示

波尔于2022年1月1日时的人口数量为843人。